# Борис (Шипулин)
Архиепископ Борис (в миру — Влади́мир Па́влович Шипу́лин; 27 декабря 1874 (8 января 1875), Вельск, Вологодская губерния — 23 февраля 1938, Ташкент) — епископ Православной российской церкви, архиепископ Ташкентский.

## Биография
Родился в городе Вельске Вологодской губернии (ныне районный центр Архангельской области) в семье бухгалтера уездного казначейства. Окончил в 1886 году начальную школу в городе Великий Устюг Вологодской губернии, в 1890 году — Вологодское духовное училище, в 1896 году — Вологодскую духовную семинарию, в 1900 году — Московскую духовную академию со степенью кандидата богословия.
14 (27) января 1901 года рукоположён во иеродиакона, 31 марта — во иеромонаха, помощник инспектора академии. С 1902 года инспектор Курской духовной семинарии, с 1904 года архимандрит, ректор Псковской духовной семинарии.
С 1905 году синодальный ризничий и настоятель храма Двенадцати апостолов в Московском Кремле. С 1906 года настоятель Новоспасского монастыря, благочинный ставропигиальных монастырей. С 1907 года почётный член «Союза русского народа». С 1909 году ректор Московской духовной семинарии.

### Архиерей
24 июня (7 июля) 1912 года хиротонисан во епископа Винницкого, второго викария Подольской епархии. 14 (27) февраля 1914 года назначен епископом Балтским, первым викарием той же епархии. 12 (25) февраля 1915 года назначен епископом Чебоксарским, вторым викарием Казанской епархии, одновременно был настоятелем Казанского Кизического монастыря.
Награждён орденом святого Владимира IV (1911) и III (1915) степени.
26 июля (8 августа) 1917 года на II Всероссийском съезде православных старообрядцев (единоверцев) в Нижнем Новгороде избран кандидатом во епископа единоверческого для Казанского единоверческого округа (в составе епархий Поволжья), применительно к предполагавшемуся учреждению на Всероссийском церковном соборе митрополичьих округов и открытию в них единоверческих епископий.
В 1918 году член Поместного собора Православной российской церкви как заместитель митрополита Иакова (Пятницкого), участвовал во 2-й сессии, член III Отдела.
В сентябре 1918 года покинул Казань с войсками белочехов, участник Сибирского соборного церковного совещания. С декабря 1918 года епископ Киренский, викарий Иркутской епархии, временно управляющий Пермской и Кунгурской епархией. В 1919 году епископ армии и флота, настоятель Вознесенского монастыря в Иркутске, член Иркутского офицерского экономического общества.
В декабре 1921 года назначен епископом Уфимским и Мензелинским. Прибыл в Уфу в конце февраля — начале марта 1922 года, примкнул к «Живой церкви». В октябре 1922 года арестован и приговорён к 7 годам принудительных работ за «организацию белых банд, моральную и материальную поддержку правительства адмирала Колчака», освобождён по амнистии и выслан в Харьков.
В 1924 году обратился во ВЦИК с заявлением об «отмежевании» от патриарха Тихона и присоединении к обновленчеству, вскоре принёс в этом покаяние. C 1926 года временно управляющий Каменец-Подольской епархией.

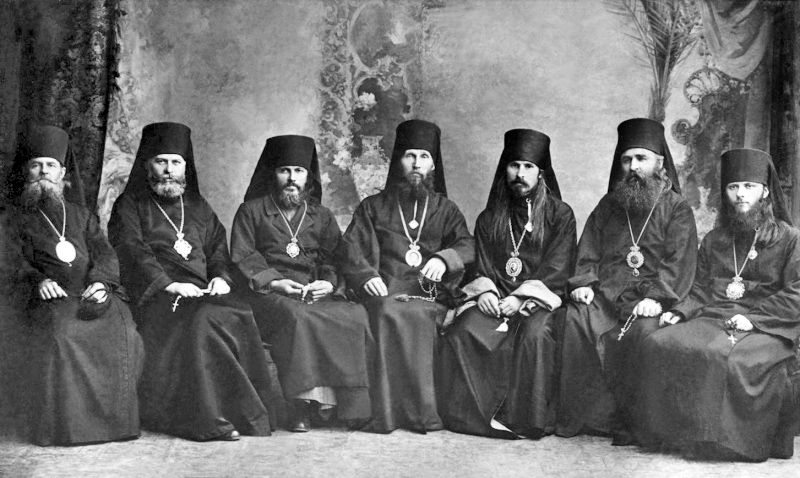
Слева направо: епископ Александровский Стефан (Андриашенко), епископ Сумской Константин (Дьяков), епископ Старобельский Павел (Кратиров), епископ Уфимский Борис (Шипулин), епископ Елизаветградский Онуфрий (Гагалюк), епископ Глуховский Дамаскин (Цедрик), епископ Мариупольский Антоний (Панкеев). Харьков, 1924 год

15 сентября 1927 года назначен архиепископом Тульским.
В 1928 году за «активную работу по объединению всех церковных ориентаций для организованной борьбы с советской властью» приговорён к 3 годам концлагерей и заключён в Соловецкий лагерь особого назначения, в 1929 году досрочно освобождён и выслан в село Тюребери Тотемского уезда Вологодской области.
С 1932 года архиепископ Кадниковский, викарий Вологодской епархии, жил в городе Муром.
8 мая 1935 года назначен архиепископом Томским, 27 мая освобождён от управления Томской епархией. В январе 1936 года назначен архиепископом Олонецким (в управление епархией не вступал).
С 26 февраля 1936 года архиепископ Ташкентский и Среднеазиатский.
Несмотря на запреты властей, продолжал нелегально служить и проповедовать, вёл аскетический образ жизни. В 1937 году отверг предложение властей об объединении с обновленческим «митрополитом Ташкентским» Иоанном Звёздкиным. Арестован за «создание контрреволюционного церковного центра» и «членство в рядах английской разведки», все обвинения признал, дал ложные показания на епископа Луку (Войно-Ясенецкого).
23 февраля 1938 года расстрелян во внутренней тюрьме УГБ НКВД УзССР в Ташкенте.